# ニュー・ヴァリューズ
『ニュー・ヴァリューズ』 (New Values) は、アメリカ合衆国のミュージシャン、イギー・ポップの3枚目のスタジオ・アルバム。イギー名義のソロ・アルバムとしては、初めてデヴィッド・ボウイが参加していない。1979年4月にアリスタ・レコードから発売された。

## プロダクション

### 経緯
『ニュー・ヴァリューズ』は、イギーにとってアリスタで初めて制作した作品であり、イギーとジェームズ・ウィリアムソンのコラボレーションは『キル・シティ』以来となる。元ザ・ストゥージズのメンバーとしては、この2人に加えて『メタリックK.O.』や『キル・シティ』でピアノを担当したマルチ・インストゥルメンタリスト、スコット・サーストンが参加している。
1978年秋、前作『TV Eye:1977 ライヴ』のヨーロッパ・プロモーションツアーを終えたイギーは西ベルリンにあった当時の自宅に戻り、休養をとりつつ次作の準備を始めた。一方で、新しいマネージャー、ピーター・デイヴィスは次作をリリースするレコード会社を探していたが、運良く『キル・シティ』のデモテープ製作時に資金援助したベン・エドモンズがアリスタのスカウト部門の責任者に就任していたため、彼の紹介でアリスタと契約を締結することになった。また、『キル・シティ』が高評価を得ていたためと、エドモンズの要望もあり、プロデューサーはジェームズ・ウィリアムソンに決定した。
本作に対するアリスタの注文は「ザ・ストゥージズ調のパンク・ロック作品」だった。
レコード会社とプロデューサーが決まった頃、イギーの作曲活動にスコット・サーストンが合流し、10曲程度の曲を準備して1979年末にレコーディングに臨んだ。

### レコーディング
レコーディングはハリウッドのパラマウント・スタジオで行われた。
バックバンドのメンバーが揃っていなかったが、ベースのジャッキー・クラークをサーストンが、ドラムスで元タンジェリン・ドリームのクラウス・クリューガーをイギーが、その他のメンバーをウィリアムソンがパラマウント・スタジオの伝手を使って揃えることで解決した。
西ベルリンでは落ち着いていたイギーの生活がまた荒れ始めるといったトラブルはあった、が、ウィリアムソンが作業進捗を、サーストンがバンドをそれぞれ仕切っていたため、進行に問題は起きなかった。

## リリース
アメリカを除く各国で、1979年4月に発売された。アメリカではアリスタ社長クライヴ・デイヴィスの意向で、他の力を入れているミュージシャンたちのプロモーションキャンペーンが終わるまでリリースが保留され、最終的に同年秋頃のリリースとなった。
「アイム・ボアード」と「ファイブ・フット・ワン」がシングルカットされ、それぞれビデオが制作された。
2000年7月にリマスター盤が発売されて、ボーナストラックが2曲収録されている。

### 日本でのリリース
アメリカを除く各国と同時期に発売された。1992年に他のアリスタ作品（『ソルジャー』『パーティ (イギー・ポップのアルバム)』）とともにCDでリイシューされた。リマスター盤は各国より遅れて2007年7月25日、これもまた他のアリスタ作品と同時に紙ジャケット仕様で発売されている。

## 評価
| 専門評論家によるレビュー                 | 専門評論家によるレビュー |
| レビュー・スコア                         | レビュー・スコア         |
| 出典                                     | 評価                     |
| ---------------------------------------- | ------------------------ |
| AllMusic                                 | [ 1 ]                    |
| ブレンダー                               | [ 13 ]                   |
| シカゴ・トリビューン                     | [ 14 ]                   |
| クリストガウ・レコードガイド             | B+                       |
| ローリングストーン・レコードガイド       | [ 16 ]                   |
| スピン・オルタナティヴ・レコード・ガイド | 7/10                     |
| トム・ハル                               | B                        |
| アンカット (雑誌)                        | [ 19 ]                   |

### メディアによる評価
本作は、批評家から高い評価を得ている。リリース時にNMEに寄稿したポール・モーリーは、この作品について「思想家としてのオスターバーグがパフォーマーとしてのイギーを完璧に支えており、その関係はポジティブで誇らしいものだ。」と書いている。
ポップマターズのシャーロット・ロビンソンは、「タフさと優しさ、反抗心と満足感、真摯さとユーモア、無骨な泣き声とニュアンスのあるバラードなど、繊細なバランス感覚がこのアルバムを勝者にしている」と書いている。
イギーの伝記作家ポール・トリンカは、本作について「最高の曲である「ファイブ・フット・ワン」と「アイム・ボアード」では、サウンドは張りつめていて削ぎ落とされており、明らかにローリング・ストーンズの『女たち』に影響を受けているが、よりタフで悪意に満ちたものだった。イギーの歌には新たな抑揚があり、それが彼の持つパワーをより強調していた。また、「エンドレス・シー」のように、興味をそそるようなミニマルな実験も行われた。しかし、他の有望な曲は、無味乾燥なミックスで失われ、オーバーダビングされたホーンやバッキング・ボーカルに押し流されていた。」と評している。
本作にザ・ストゥージズ末期（イギー・アンド・ザ・ストゥージズ）の5人のメンバーのうち、3人のメンバーを集めることに貢献したベン・エドモンズは本作について、「ジェームズ（・ウィリアムソン）は良いプロデューサーだったが、自分のミックスの腕前を見せつけることに拘って、そちらを頑張りすぎた。」という主旨の発言をしている。
イギー自身は後のインタビューで本作の出来について「誇りを持っている」と語っている。

### チャートアクション
チャートアクションは全英アルバムチャートで最高位60位、ビルボード200で最高位180位。全英チャートにおける最高位がスタジオ・アルバムの前2作（『イディオット』『ラスト・フォー・ライフ』）を下回ったことから、アリスタはイギーに次作の制作を急がせることになる

## 後世への影響

### ミュージシャンの反応
デヴィッド・ボウイはアルバム『トゥナイト』で「ドント・ルック・ダウン」をカバーし、短編映画「ジャジン・フォー・ブルージーン」のオープニングとエンディング・タイトルに使用した。
ピクシーズのブラック・フランシスは、本作をお気に入りのアルバムのひとつに挙げている。
オーストラリアのサイケデリック・ロックバンド、ザ・チャーチは1999年に発表したカバーアルバム『ア・ボックス・オブ・バーズ』に「エンドレス・シー」を収録した。

### メディアでの扱い
1986年に公開された映画「ドッグ・イン・スペース」のサウンドトラックに「エンドレス・シー」が収録されている。

## 日本との関係
イギーは本作のプロモーションで2度目の来日を果たしている。ライブは行わなかったが、写真家の佐藤ジンとフォトセッションを行なっている。

## ライブ・パフォーマンス

### ヨーロッパツアー
本作リリースに伴ってヨーロッパツアーが予定されていたが、ウィリアムソンがツアーへの同行を断ったため、ジャッキー・クラークをギタリストに戻して、新たにベーシストとしてグレン・マトロックを加入させた。その他のツアーメンバーはレコーディング時と同一。

### アメリカツアー
次作『ソルジャー』レコーディング後に本作のアメリカリリースが正式決定し、このプロモーションのために急遽実行された。そのため、メンバーは『ソルジャー』のレコーディングメンバーに、元ダムドのギタリスト、ブライアン・ジェームズを加えた顔ぶれとなった。その結果、バックバンドにはニューヨーク・パンクとロンドン・パンクの中心的なバンドにいた人物が顔を揃えることになった

## 収録曲
「エンジェル」と「キュリオシティ」は『キル・シティ』時代に作曲して、レコーディングされなかった曲。
| #  | タイトル                                     | 作詞 | 作曲・編曲 | 作曲者                                     | 時間 |
| -- | -------------------------------------------- | ---- | ---------- | ------------------------------------------ | ---- |
| 1. | 「テル・ミー・ア・ストーリー」               |      |            | イギー・ポップ                             | 2:48 |
| 2. | 「ニュー・ヴァリューズ」                     |      |            | イギー・ポップ、スコット・サーストン       | 2:39 |
| 3. | 「ガールズ」                                 |      |            | イギー・ポップ                             | 2:58 |
| 4. | 「アイム・ボアード」                         |      |            | イギー・ポップ                             | 2:47 |
| 5. | 「ドント・ルック・ダウン」                   |      |            | イギー・ポップ、ジェームズ・ウィリアムソン | 3:37 |
| 6. | 「エンドレス・シー（邦題「果てしなき海」）」 |      |            | イギー・ポップ                             | 4:50 |

| #  | タイトル                                                                         | 作詞 | 作曲・編曲 | 作曲者                               | 時間 |
| -- | -------------------------------------------------------------------------------- | ---- | ---------- | ------------------------------------ | ---- |
| 1. | 「ファイブ・フット・ワン」                                                       |      |            | イギー・ポップ                       | 4:30 |
| 2. | 「ハウ・ドゥ・ヤ・フィックス・ア・ブロークン・パート（邦題「どうするつもり」）」 |      |            | イギー・ポップ                       | 2:53 |
| 3. | 「エンジェル」                                                                   |      |            | イギー・ポップ、スコット・サーストン | 3:43 |
| 4. | 「キュリオシティ（邦題「好奇心」）」                                             |      |            | イギー・ポップ、スコット・サーストン | 2:27 |
| 5. | 「アフリカン・マン」                                                             |      |            | イギー・ポップ                       | 3:34 |
| 6. | 「ビリー・イズ・ア・ランナウェイ（邦題「ビリーは逃亡者」）」                     |      |            | イギー・ポップ、スコット・サーストン | 2:27 |

| #   | タイトル                                                            | 作詞 | 作曲・編曲 | 作曲者                                                           | 時間 |
| --- | ------------------------------------------------------------------- | ---- | ---------- | ---------------------------------------------------------------- | ---- |
| 13. | 「チェーンズ」(未発表曲)                                            |      |            | イギー・ポップ、ジェームズ・ウィリアムソン、スコット・サーストン | 2:40 |
| 14. | 「プリティ・フラミンゴ」(「ファイブ・フット・ワン」のシングルB面曲) |      |            | イギー・ポップ                                                   | 2:53 |

## 参加メンバー
イギー、サーストン、ウィリアムソン以外に、ジョン・ハーディン、ピーター・ヘイデンが『キル・シティ』から引き続き参加している。
- イギー・ポップ – ヴォーカル
- スコット・サーストン – ギター、ハープ、キーボード、シンセサイザー、バッキングヴォーカル、ホーンアレンジ
- クラウス・クリューガー[30] – ドラムス
- ジャッキー・クラーク[31] – ベース
- ジョン・ハーディン[32] – サックス
- デヴィッド・ブロック[33] – ストリングス、ストリングスアレンジ
- アール・シャックルフォード[34] – バッキングヴォーカル
- アルフォノ姉妹（アンナとマリー）[35] – バッキングヴォーカル（「ドント・ルック・ダウン」）
- ジェームズ・ウィリアムソン – ギター（「ドント・ルック・ダウン」、「エンドレス・シー」）、ホーン及びストリングスアレンジ、プロデューサー、ミキシングエンジニア
- ロイド・マラン – アシスタントプロデューサー
- ピーター・ヘイデン[36] – エンジニア
- ポール・ヘンリー – ジャケットデザイン、アートディレクション
- トレヴァー・ロジャース – ジャケット写真
- グラフィク（Graphyk） – ジャケットアート